# Viitatorni
Viitatorni est une tour d'habitation construite dans la zone résidentielle de Viitaniemi à Jyväskylä en Finlande. 

## Description
Conçue par Alvar Aalto la tour Viitatorni est  construite entre 1957 et 1962.
Elle restera la plus haute tour d'habitation de Jyväskylä jusqu'à la construction de la tour Innova 1 en 2002.
La Viitatorni mesure 39 mètres de haut et possède 13 étages.
Les 73 appartement sont conçus à l'origine pour les familles sans enfant et ils n'ont pas de balcon.
La surface totale habitable est de 4 223 m2.
L'immeuble est appelé « La Défense d'Aalto » à cause de sa forme et de sa position. 
La Viitatorni ouvre une perspective sur le lac Tuomiojärvi et la cour côté lac est appelée Place Jaroslavl en l'honneur de la ville jumelle.
L'adresse de la Viitatorni est le 16, rue Viitaniementie, 40720 Jyväskylä.

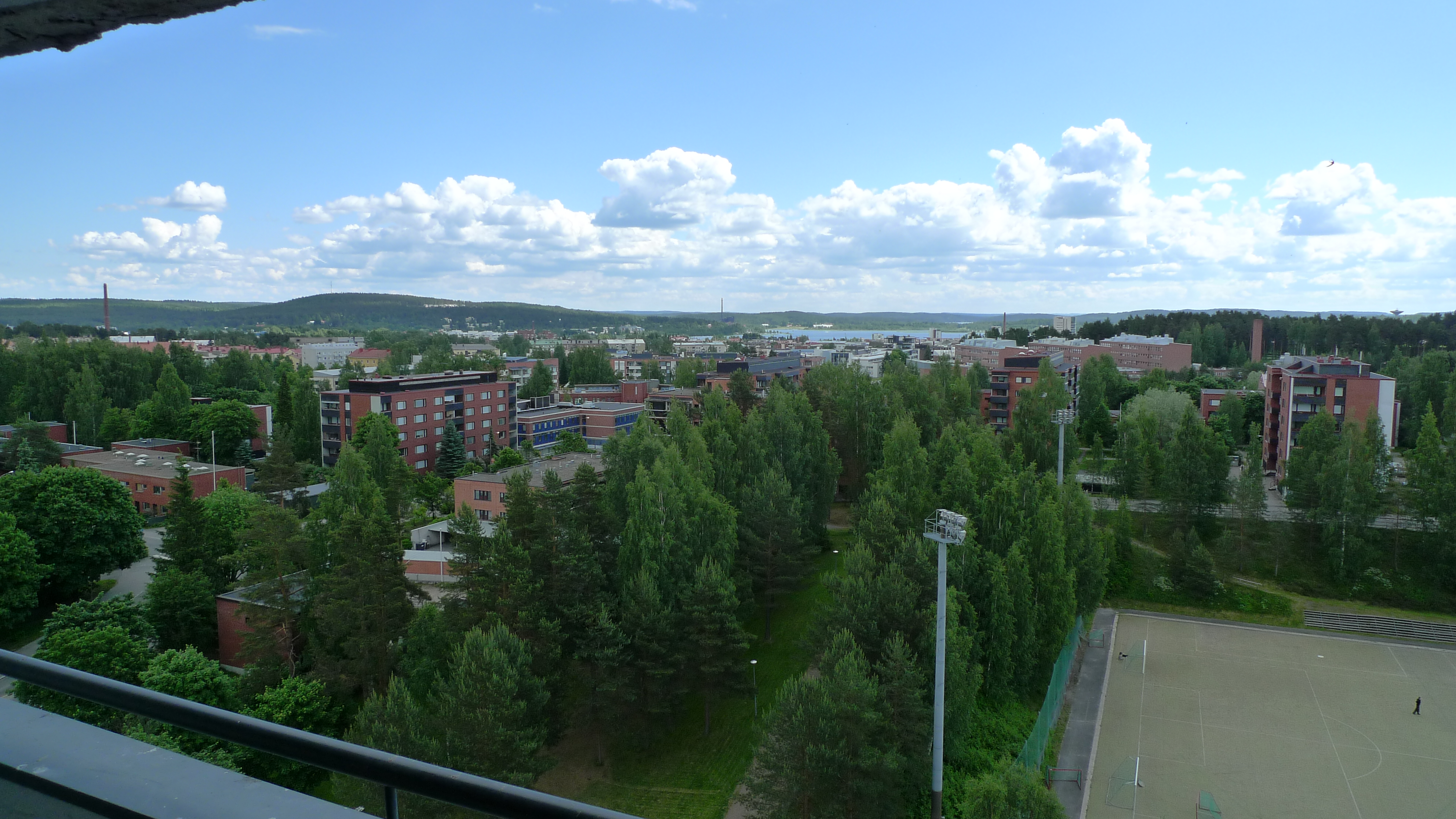
Vue de la Viitatorni en direction du lac Jyväsjärvi.

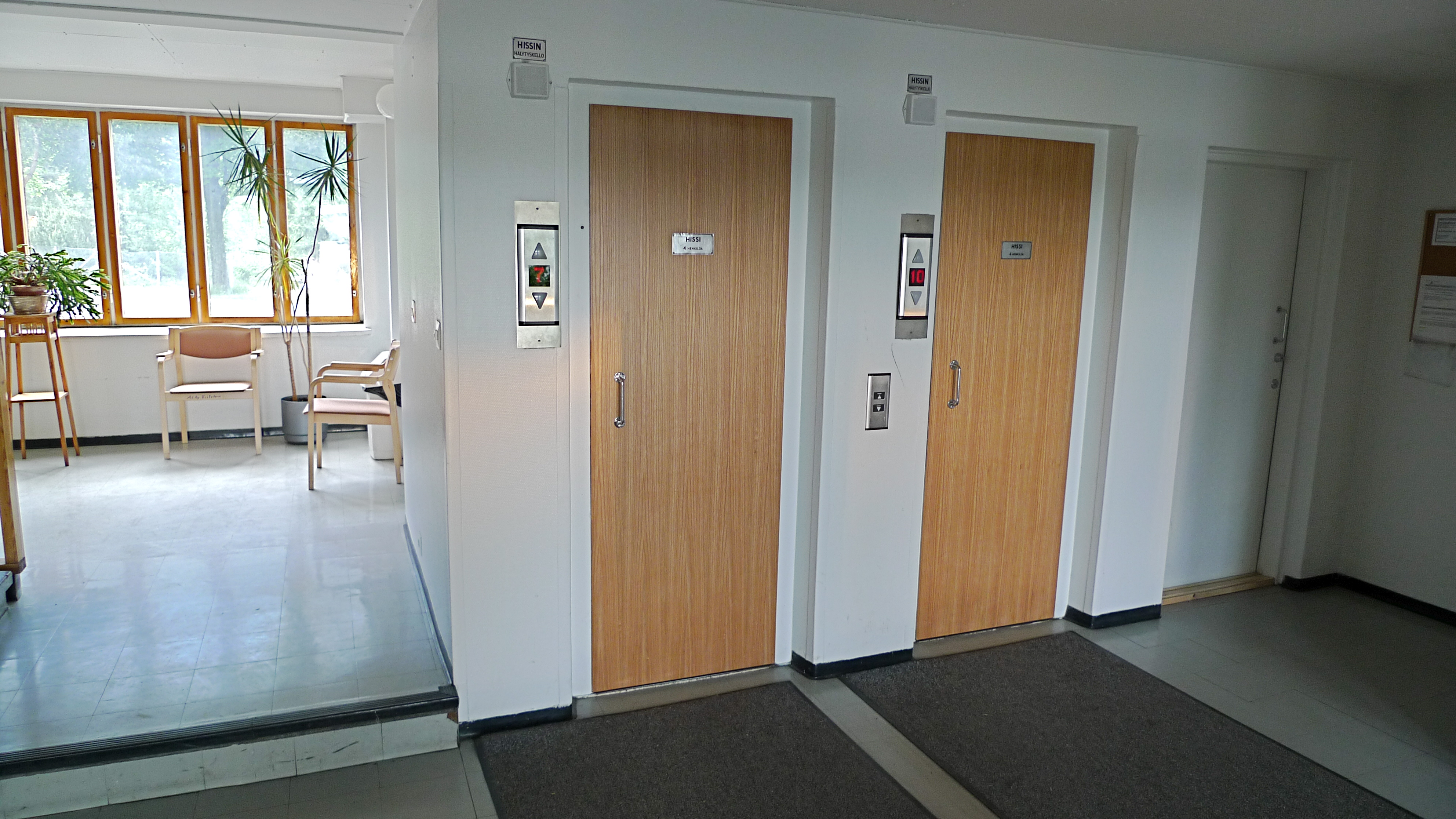
Un palier de la Viitatorni.